# Acacia congesta
Acacia congesta é uma espécie de leguminosa do gênero Acacia, pertencente à família Fabaceae.